# Side B complete collection〜e.B 3〜
『Side B complete collection〜e.B 3〜』（サイド・ビー・コンプリート・コレクション〜イービー・スリー〜）は、シドの通算11枚目のアルバムであり、メジャー2枚目のカップリングベスト。2013年8月21日に、キューンレコードから『Side B complete collection〜e.B 2〜』と2作同時に発売された。

## 解説
前作『SID 10th Anniversary BEST』から7か月弱でのリリース。また、カップリングベストとしては、前作『Side B complete collection〜e.B〜』からおよそ5年ぶりのリリースとなる。メジャーデビューシングル「モノクロのキス」から14thシングル「恋におちて」までのB面曲を2作に分けて収録。また、新曲がそれぞれ1曲ずつ収録され、本作には「SENSE」が収録されている。初回仕様限定で「SID 10th Anniversary スペシャルキャンペーン」に応募できる応募券、先着購入特典でメンバーソロポスター（4種のうちランダムで1種）がそれぞれ封入されている。

## 収録曲
全作詞：マオ
1. 泣き出した女と虚無感
  - 作曲：御恵明希

「2℃目の彼女」のB面曲。『ジェムケリー』CMソング。
2. 囮
  - 作曲：Shinji

「冬のベンチ」のB面曲。
3. 歌姫
  - 作曲：御恵明希

「sleep」のB面曲。
4. すぐ傍で
  - 作曲：御恵明希

「cosmetic」のB面曲。
5. Graduation
  - 作曲：御恵明希

「残り香」のB面曲。
6. 秋風
  - 作曲：御恵明希

「いつか」のB面曲。
7. 絶望の旗
  - 作曲：Shinji

「恋におちて」のB面曲。
8. SENSE
  - 作曲：御恵明希

新曲。